# Csibrák
Csibrák (dt.: Schiebrack) ist eine ungarische Gemeinde im Kreis Dombóvár im Komitat Tolna.

## Söhne und Töchter der Gemeinde
- Sándor Jeszenszky (1827–1889), Stuhlrichter und Politiker

## Sehenswürdigkeiten
- Glockenturm (Harangláb)
- Römisch-katholische Kirche Szent Anna, erbaut 1829
- Schloss Jeszenszky (Jeszenszky-kastély), erbaut 1828

## Verkehr
Durch Csibrák führt die Landstraße Nr. 6532 von Dúzs nach Kurd. Die Gemeinde ist angebunden an die Eisenbahnstrecke von Pusztaszabolcs nach Dombóvár.